# Élections législatives de 1924 en Vaucluse
Les élections législatives de 1924 ont eu lieu le 11 mai.

## Élus
|   | Député sortant   |  | Groupe parlementaire                | Député élu       |                 | Groupe parlementaire          |
| - | ---------------- |  | ----------------------------------- | ---------------- | --------------- | ----------------------------- |
| 1 | Louis Guichard   |  | Parti radical et radical-socialiste | Édouard Daladier |                 | Radical et radical-socialiste |
| 2 | Edouard Daladier |  | Parti radical et radical-socialiste | Louis Gros       |                 | Parti socialiste              |
| 3 | Alexandre Blanc  |  | Parti socialiste                    | Louis Guichard   |                 | Radical et radical-socialiste |
| 4 | Isidore Méritan  |  | Indépendants de droite              | Siège supprimée  | Siège supprimée | Siège supprimée               |

## Résultats à l'échelle du département

### Par listes
| Listes         | Listes                                                | Premier tour | Premier tour | Sièges |
| Listes         | Listes                                                | Voix         | %            | Sièges |
| -------------- | ----------------------------------------------------- | ------------ | ------------ | ------ |
|                | Liste du Cartel des Gauches                           | 28 720       | 54,25        | 3      |
|                | Liste d'Entente républicaine                          | 8 736        | 16,50        | 0      |
|                | Liste de Concentration républicaine anticollectiviste | 7 579        | 14,32        | 0      |
|                | Liste du Bloc ouvrier-paysan                          | 7 518        | 14,20        | 0      |
|                |                                                       |              |              |        |
| Inscrits       | Inscrits                                              | 69 413       | 100,00       | 3      |
| Votants        | Votants                                               | 53 584       | 77,20        |        |
| Abstention     | Abstention                                            | 15 829       | 22,80        |        |
| Blancs et nuls | Blancs et nuls                                        | 646          | 1,21         |        |
| Exprimés       | Exprimés                                              | 52 938       | 98,79        |        |

### Par candidats
| Candidat       | Candidat               | Tendance              | Voix   | %      |
| -------------- | ---------------------- | --------------------- | ------ | ------ |
|                | Monier de Saint-Estève | FR                    | 8 832  | 16,68  |
|                | Salignon               | FR                    | 8 694  | 16,42  |
|                | Des Isnards            | FR                    | 8 684  | 16,40  |
|                |                        |                       |        |        |
|                | Édouard Daladier       | PRRRS                 | 28 949 | 54,68  |
|                | Louis Gros             | SFIO                  | 28 269 | 53,40  |
|                | Louis Guichard         | PRRRS                 | 28 944 | 54,68  |
|                |                        |                       |        |        |
|                | Bourdin                | Républicain de gauche | 8 130  | 15,36  |
|                | Jossier                | Républicain de gauche | 7 237  | 13,67  |
|                | Maureau                | PRRRS dissident       | 7 371  | 13,92  |
|                |                        |                       |        |        |
|                | Denante                | PC-SFIC               | 7 660  | 14,47  |
|                | Aiglon                 | PC-SFIC               | 7 441  | 14,06  |
|                | Maignan                | PC-SFIC               | 7 455  | 14,08  |
|                |                        |                       |        |        |
| Inscrits       | Inscrits               | Inscrits              | 69 413 | 100,00 |
| Votants        | Votants                | Votants               | 53 584 | 77,20  |
| Abstentions    | Abstentions            | Abstentions           | 15 829 | 22,80  |
| Blancs et nuls | Blancs et nuls         | Blancs et nuls        | 646    | 1,21   |
| Exprimés       | Exprimés               | Exprimés              | 52 938 | 98,79  |